# Metallverformer
Metallverformer, auch Fachkraft für Metalltechnik ist der Oberbegriff für die nach dem Berufsbildungsgesetz staatlich anerkannten, bis 2013 eigenständigen und nun teilweise ehemaligen Ausbildungsberufe Zerspanungsmechaniker, Drahtwarenmacher, Kabeljungwerker, Revolverdreher, Fräser, Metallschleifer und Schleifer.
Die Ausbildung erfordert mindestens einen Hauptschulabschluss und dauert zwei Jahre. Der Beruf Fachkraft für Metalltechnik umfasst vier eigenen Fachrichtungen: Konstruktionstechnik, Montagetechnik, Umform- und Drahttechnik oder Zerspanungstechnik.

## Fachrichtungen

### Konstruktionstechnik
In der Konstruktionstechnik werden Maßanfertigungen geplant und montiert. Hierzu werden Einzelteile für Baugruppen teils eigenhändig, teils mit maschinell geformt, gebohrt oder geschnitten und mit Hilfe mechanischer oder thermischer Verfahren wie Schweißen oder Löten zusammengefügt.

### Umformung- und Drahttechnik
Im Fachbereich Umformung- und Drahttechnik wird Draht und Metall umgeformt, z. B. länger und dünner gemacht. Dies erfolgt mit Hilfe von Drahtziehmaschinen.

### Montagetechnik
In der Montagetechnik werden die einzelnen Baugruppen zu einem Endprodukt zusammen gebaut, beispielsweise zu einem Fahrzeug oder einer Maschine. Dies erfolgt durch Nieten, Verschrauben, Schmieden oder auch Verstiften. Oft werden bei der Montage auch elektrotechnische Bauteile verbaut. Die Endprodukte sind funktionsfähig.

### Zerspanungstechnik
Im Fachbereich Zerspanungstechnik werden Metallteile mechanisch durch Fräsen, Drehen und Schleifen zu Bauteilen bearbeitet. Hier werden z. B. Karosserieteile gefertigt.